# Uwe Kolbe (Autor)
Uwe Kolbe (* 17. Oktober 1957 in Ost-Berlin) ist ein deutscher Lyriker, Prosaautor und Übersetzer.

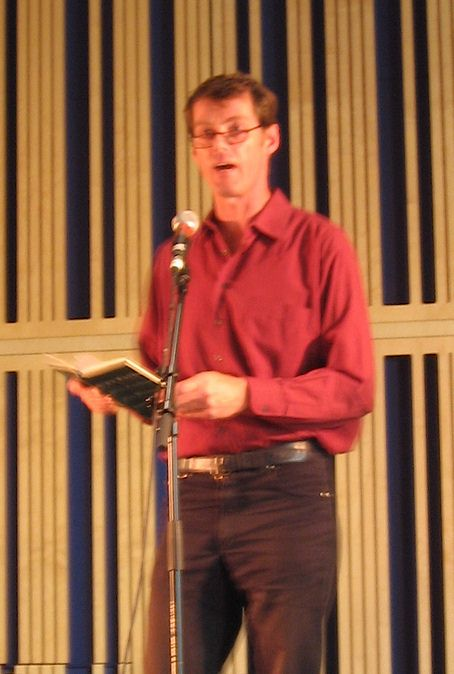
Uwe Kolbe (2006)

## Werdegang
1976 legte Kolbe sein Abitur ab. Im selben Jahr wurden auf Vermittlung von Franz Fühmann erste Texte von ihm in der Literaturzeitschrift Sinn und Form veröffentlicht. Nach Ableistung des Grundwehrdienstes in der Nationalen Volksarmee (NVA) war er laut Norddeutscher Zeitung Theatermaler, Transportarbeiter und Lagerverwalter. Letzteres übte er beim Aufbau Verlag in Berlin aus.
Seit September 1979 war Kolbe freier Schriftsteller. In den ersten Jahren bestritt er seinen Lebensunterhalt neben der Veröffentlichung eigener Werke mit Lesungen, Nachdichtungen und Übersetzungen für verschiedene DDR-Verlage. Der erste Gedichtband Hineingeboren erschien 1980 im Aufbau-Verlag. 1980/81 absolvierte er einen Sonderkurs am Literatur-Institut „Johannes R. Becher“.
Franz Fühmanns persönlicher Bürgschaft war es zu verdanken, dass Kolbe am 20. April 1982 eine Lesung in der Westberliner Autorenbuchhandlung abhalten konnte. In der 1981 herausgegebenen Anthologie Bestandsaufnahme 2. Debütanten 1976–1980 befindet sich ein Text Kolbes mit dem Titel Kern meines Romans, der ein Akrostichon ist und eine versteckte Botschaft in den Großbuchstaben enthält. Diese lesend, ergeben sich Sätze wie „Eure Maße sind elend“ und „Euch mächtige Greise zerfetze die tägliche Revolution“. Nachdem eine Leserin dies in dem von Literaturpropagandisten empfohlenen Buch entdeckt und gemeldet hatte, musste die Anthologie aus den Auslagen der Buchhandlungen entfernt und Bibliotheken angewiesen werden, sie unter Verschluss zu halten. Eine von Uwe Kolbe und Sascha Anderson auf Anregung von Fühmann und im Auftrag der Akademie der Künste vorbereitete Anthologie junger Autoren wurde daraufhin nicht verwirklicht.
Auch sonst hatte der an der DDR-Kulturpolitik Kritik übende Kolbe in den frühen 1980er-Jahren ein faktisches Publikationsverbot. Seine Arbeiten konnte er von August 1982 bis 1985/86 nur in konfessionellen Einrichtungen oder in Privaträumen vorstellen. Und schriftlich verbreiten nur in verschiedenen Untergrundzeitschriften. Immerhin konnte er 1983 einen Übersetzungsauftrag des Henschel-Verlages für Federico García Lorcas Bühnenwerke annehmen. Ab 1982 erschienen drei seiner Gedichtbände, Hineingeboren, Abschiede und Bornholm II, auch bei Suhrkamp in der Bundesrepublik. Gelockerte Restriktionen gestatteten Kolbe ab 1985 Auslandsaufenthalte in der Schweiz, den Niederlanden und Westdeutschland. Während es anderen Autoren aus der Prenzlauer-Berg-Szene verwehrt blieb, konnte er Gerhard Wolf zu einer Vortragsreise nach Wien begleiten. 1986 erhielt er ein Dauervisum für die Bundesrepublik.
Von 1983 bis 1987 gab er zusammen mit Bernd Wagner und Lothar Trolle die nichtoffizielle Literaturzeitschrift Mikado heraus.
Zeitweise wurde Uwe Kolbe vom Ministerium für Staatssicherheit der DDR observiert. Sein Vater Ulrich Kolbe war als Führungsoffizier für Inoffizielle Mitarbeiter bei der Stasi beschäftigt.
1988 übersiedelte Kolbe nach Hamburg. 1989 erhielt er eine Gastdozentur in Austin/Texas, wo er aus der Ferne den Fall der Mauer miterlebte. Außer über literarische Themen berichtete er nun auch für Printmedien und auf Tagungen über geschichtliche Zusammenhänge. 1993 kehrte er nach Berlin-Prenzlauer Berg zurück.
1996 trat er aus Protest gegen die Vereinigung mit dem Deutschen PEN-Zentrum (Ost) aus dem PEN-Zentrum der Bundesrepublik Deutschland aus, trat später aber wieder dem gesamtdeutschen PEN bei. 2022 war er Mitgründer des PEN Berlin.
Von 1997 bis zum Frühjahr 2004 war er Leiter des Studios Literatur und Theater der Universität Tübingen, was einen Umzug dorthin zur Folge hatte. Einem Südkorea-Aufenthalt im Jahr 2000 entsprang eine neuerliche Übersetzungsaufgabe und ein Stipendiat in Bulgarien 2001 trug Früchte in Form neuer Gedichte und des ersten Kriminalromans, der 2005 erschien.
Nach einer Zeit in Berlin als freier Schriftsteller mit vielfältigen internationalen Aktivitäten und Funktionen (als besonders bewegend beschreibt er seine Teilnahme am Internationalen Poesiefestival Medellín 2010) lebt Kolbe seit 2013 wieder in Hamburg. Er ist Mitglied der Freien Akademie der Künste zu Leipzig. Sein 1979 geborener Sohn ist unter dem Künstlernamen Mach One als Rapper in der Berliner Hip-Hop-Szene aktiv.

## Werke

### Ausgaben
- Hineingeboren. Aufbau Verlag, Berlin und Weimar 1980 / Suhrkamp, Frankfurt am Main 1982, ISBN 3-518-11110-8.
- Abschiede und andere Liebesgedichte. Aufbau Verlag, Berlin und Weimar 1981 / Suhrkamp, Frankfurt am Main 1982, ISBN 3-518-11178-7.
- Siegfried Radlach (Hrsg.): Neue Denk-mal-Plastik in der DDR. Gespräche mit Uwe Kolbe. Grafikmappe „Die neunte Stunde“ (9 Gedichte von Uwe Kolbe, 9 Radierungen von Hans J. Scheib). Paul-Löbe-Institut, Berlin 1982.
- Texte am Ende der Zeit. Graphik Helge Leiberg. Privatdruck, Berlin 1985.
- Bornholm II, Gedichte, Aufbau Verlag, Berlin und Weimar 1986, ISBN 3-351-00179-7 / Suhrkamp, Frankfurt am Main 1987, ISBN 3-518-11402-6.
- Mikado oder Der Kaiser ist nackt. Selbstverlegte Literatur in der DDR. Hrsg. gemeinsam mit Lothar Trolle und Bernd Wagner. 1988  / Luchterhand, Darmstadt 1988, ISBN 3-630-61809-X.
- Vaterlandkanal. Ein Fahrtenbuch. Suhrkamp, Frankfurt am Main 1990, ISBN 3-518-40286-2.
- Nicht wirklich platonisch. Suhrkamp, Frankfurt am Main 1994, ISBN 3-518-40571-3.
- Die Situation. Wallstein, Göttingen 1994, ISBN 3-89244-077-8.
- Spaß und Erinnern. Grafik Frank Eissner. Leipziger Bibliophilen-Abend, Leipzig 1995.
- Vineta. Gedichte. Suhrkamp, Frankfurt am Main, 1998, ISBN 3-518-40990-5.
- Renegatentermine. 30 Versuche die eigene Erfahrung zu behaupten. Suhrkamp, Frankfurt am Main 1998, ISBN 3-518-40962-X.
- Die Farben des Wassers. Gedichte. Suhrkamp, Frankfurt am Main 2001, ISBN 3-518-41262-0.
- Der Tote von Belintasch. Kriminalerzählung. Das Wunderhorn, Heidelberg 2002, ISBN 3-88423-199-5.
- Thrakische Spiele. Kriminalroman. Nymphenburger Verlagshandlung, München 2005, ISBN 3-485-01040-5.
- Ortvoll. Gedichte. UN Art IG Verlag, Aschersleben 2005, ISBN 3-9808479-2-6.
- Terrassen. Uwe Kolbe, Hans Scheib. Rothes Haus, Schwetzingen 2005.
- Rübezahl in der Garage. Franz Fühmann in Märkisch-Buchholz und Fürstenwalde 1958–1984. Kleist-Museum, Frankfurt (Oder) 2006, ISBN 3-938008-12-1.
- Diese Frau. Liebesgedichte. Mit Farbholzschnitten von Hans Scheib. Insel, Frankfurt am Main 2007, ISBN 978-3-458-19297-8.
- Heimliche Feste. Gedichte. Suhrkamp, Frankfurt am Main 2008, ISBN 978-3-518-41953-3.
- Storiella – Das Märchen von der Unruhe. Wolbern Verlagsgesellschaft, [Potsdam] 2008, ISBN 978-3-9811128-3-2.
- Vinetas Archive. Annäherungen an Gründe. Essaysammlung. Wallstein Verlag, Göttingen 2011, ISBN 978-3-8353-0882-4.
- Lietzenlieder. Gedichte. S. Fischer, Frankfurt am Main 2012, ISBN 978-3-10-040222-6.[8]
- Am Rande der stehenden Zeit. Berlin Nordost 1972–1990. Fotografien: Manfred Paul, Text: Uwe Kolbe. Edition Braus, Berlin 2012.
- Die Lüge. Roman. S. Fischer, Frankfurt am Main 2014, ISBN 978-3-10-040221-9.[9]
- Mein Usedom. Mareverlag, Hamburg 2014, ISBN 978-3-86648-162-6.
- Gegenreden. S. Fischer, Frankfurt am Main 2015, ISBN 978-3-10-001456-6.
- Brecht. Rollenmodell eines Dichters. S. Fischer, Frankfurt am Main 2016, ISBN 978-3-10-001457-3.
- Psalmen. Frankfurt am Main, S. Fischer. 2017, ISBN 978-3-10-001458-0.[10]
- Dämon und Muse. Temperamente der Poesie. Herausgegeben von Frieder von Ammon und Holger Pils. Lyrik Kabinett (Münchner Reden zur Poesie), München 2017. ISBN 978-3-938776-44-5.
- Die sichtbaren Dinge. Herausgegeben von Jayne-Ann Igel, Jan Kuhlbrodt und der Kulturstiftung des Freistaates Sachsen, Reihe Neue Lyrik – Band 17, poetenladen Verlag, 2019, ISBN 978-3-940691-98-9.

### Übersetzungen
- Federico García Lorca: In seinem Garten die Liebe Don Perlimplins mit Belisa. Erotischer Bilderbogen mit 4 Bildern. Henschel-Verlag Kunst und Gesellschaft, Berlin [1985].
- Federico García Lorca: Yerma (die Brache). Tragische Dichtung in 3 Akten und 6 Bildern. Henschel-Verlag Kunst und Gesellschaft, Berlin [1986].
- Kim Soo-Young: Jenseits des Rausches. Gedichte. Edition Peperkorn, Thunum/Ostfriesland 2005.
- Chi-Woo Hwang: Die Schatten der Fische. Gedichte. Mit Nachwort von Uwe Kolbe. Wallstein Verlag, Göttingen 2006.
- Yang Lian: Aufzeichnungen eines glückseligen Dämons. Gedichte und Reflexionen. Mit einem Nachwort von Uwe Kolbe. Suhrkamp, Frankfurt am Main 2009.
- Lee Seong Bok: Wie anders sind die Nächte. Gedichte. Wallstein Verlag, Göttingen, 2011.

## Auszeichnungen
- 1987 Kunstpreis Berlin, Förderungspreis
- 1987 Förderpreis zum Friedrich-Hölderlin-Preis der Stadt Bad Homburg
- 1988 Nicolas-Born-Preis für Lyrik
- 1988 Übersetzerpreis des Henschel-Verlags
- 1992 Villa-Massimo-Stipendium
- 1992 Berliner Literaturpreis
- 1993 Friedrich-Hölderlin-Preis der Universität und der Universitätsstadt Tübingen
- 2005 Stadtschreiber zu Rheinsberg
- 2006 Preis der Literaturhäuser
- 2007 Max Kade Writer-in-Residence am Department of German Language and Literatures in Oberlin, Ohio (USA)
- 2010 Max Kade Writer-in-Residence am Allegheny College in Meadville, Pennsylvania (USA)
- 2012 Heinrich-Mann-Preis
- 2012 Lyrikpreis Meran
- 2014 Menantes-Literaturpreis für erotische Dichtung
- 2014 Stadtschreiber von Otterndorf
- 2015 Reiner-Kunze-Preis
- 2016 Klopstock-Preis
- 2016 Ehrengabe der Deutschen Schillerstiftung
- 2017 Dresdner Stadtschreiber